# Socialdemokraterna – the musical
Socialdemokraterna – the musical är en musikal om Socialdemokraterna.
Den hade urpremiär 2021 på den norska Teater Ibsen, som Arbeiderpartiet – the musical. Efter att ha anpassats till svenska förhållanden av Klas Abrahamsson visades den på Stockholms stadsteater 2023.

## Mottagande
Per Ewert skrev att musikalen sade "något väsentligt om ett parti som famlar efter sin identitet i en tid när partiet kanske har spelat ut sin historiska roll."
Musikalen recenserades även i Dagens Nyheter, Svenska Dagbladet, Expressen, och Aftonbladet.